# Thorp (Wisconsin)
Thorp è un comune degli Stati Uniti d'America, situato nello Stato del Wisconsin, nella contea di Clark.